# Klässbols linneväveri

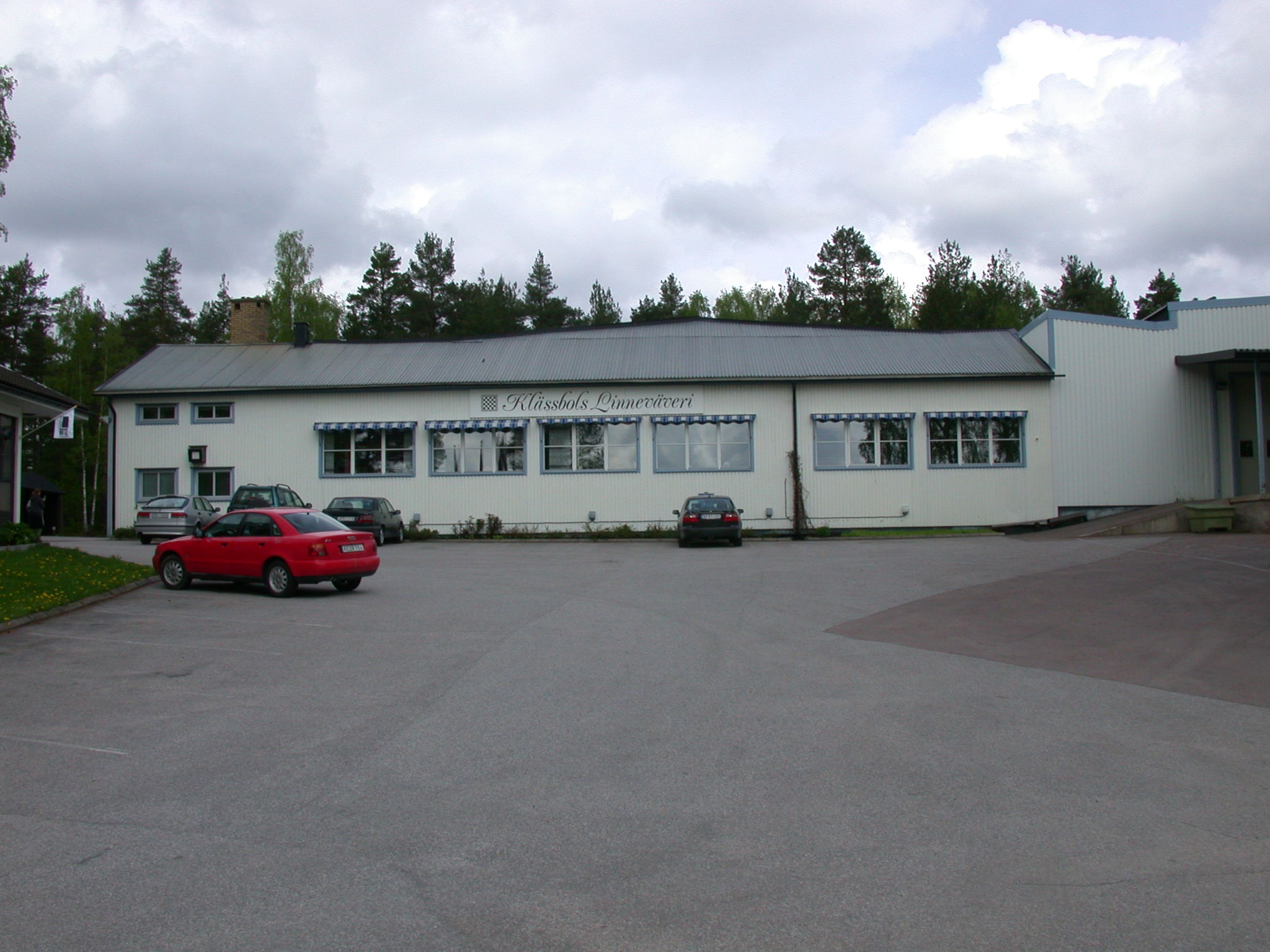
Klässbols linneväveri

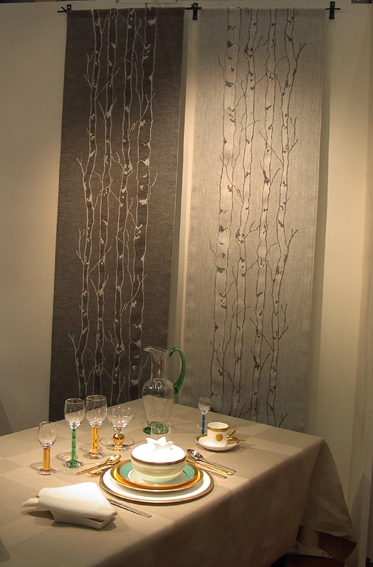
Nobelduk och nobelservis

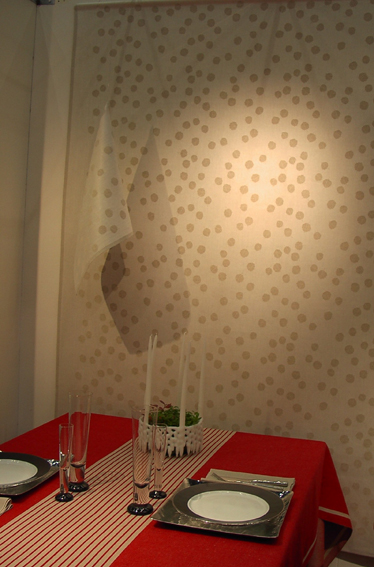
Julduk och asplöv

Klässbols Linneväveri i Klässbol i Stavnäs socken, Värmland har specialiserat sig på linnevävar vävda i jacquardmaskiner. Företaget är kunglig hovleverantör. Bland de verksamma vävmästarna genom åren finns bland annat Hans Thomson. Sedan 1991 har företaget levererat dukar och servetter till Nobelbanketten efter en design av Ingrid Dessau.
Företaget grundades av Hjalmar Johansson som genomgick textilutbildning i Borås 1912–1915. Johansson avled 1928, endast några år efter att företaget startat. Hans barn och barnbarn har sedan drivit verksamheten vidare.